# Bloemfontein Celtic Football Club
Maillots
Le Bloemfontein Celtic Football Club est un club sud-africain de football basé à Bloemfontein.
En 2009, ils ont formé un partenariat avec club portugais Sporting CP qui prévoit la création d'une académie de jeunes basée dans la capitale de l'État libre.

## Histoire
- 1969 : fondation du club sous le nom de Mangaung United FC
- 1984 : le club est renommé Bloemfontein Celtic FC
- Avant la saison 2021-2022, Royal AM achète la licence de Bloemfontein Celtic et prend sa place en première division[2].

## Palmarès
| Compétitions nationales | Compétitions internationales |
| - Coupe d'Afrique du Sud (1) - Vainqueur : 1985 - Finaliste : 2020 - Coupe de la Ligue (1) - Vainqueur : 2012 - Finaliste : 2017 - MTN 8 (en) (1) - Vainqueur : 2005 | - Vierge                     |